# 漢陽府

湖北省の漢陽府の位置（1820年）

漢陽府（かんようふ）は、中国にかつて存在した府。元代から民国初年にかけて、現在の湖北省武漢市一帯に設置された。

## 概要
958年（顕徳5年）、後周により鄂州漢陽県に漢陽軍が置かれた。宋のとき、漢陽軍は荊湖北路に属し、漢陽・漢川の2県を管轄した。
1277年（至元14年）、元により漢陽軍が漢陽府に昇格した。漢陽府は湖広等処行中書省に属し、漢陽・漢川の2県を管轄した。
1376年（洪武9年）、明により漢陽府は漢陽州に降格し、武昌府に属した。1380年（洪武13年）、漢陽州は漢陽府にもどされた。漢陽府は湖広省に属し、漢陽・漢川の2県を管轄した。
清のとき、漢陽府は湖北省に属し、漢陽・漢川・孝感・黄陂の4県と沔陽州と夏口庁、合わせて1州1庁4県を管轄した。
1913年、中華民国により漢陽府は廃止された。